# Gyermekek keresztes hadjárata

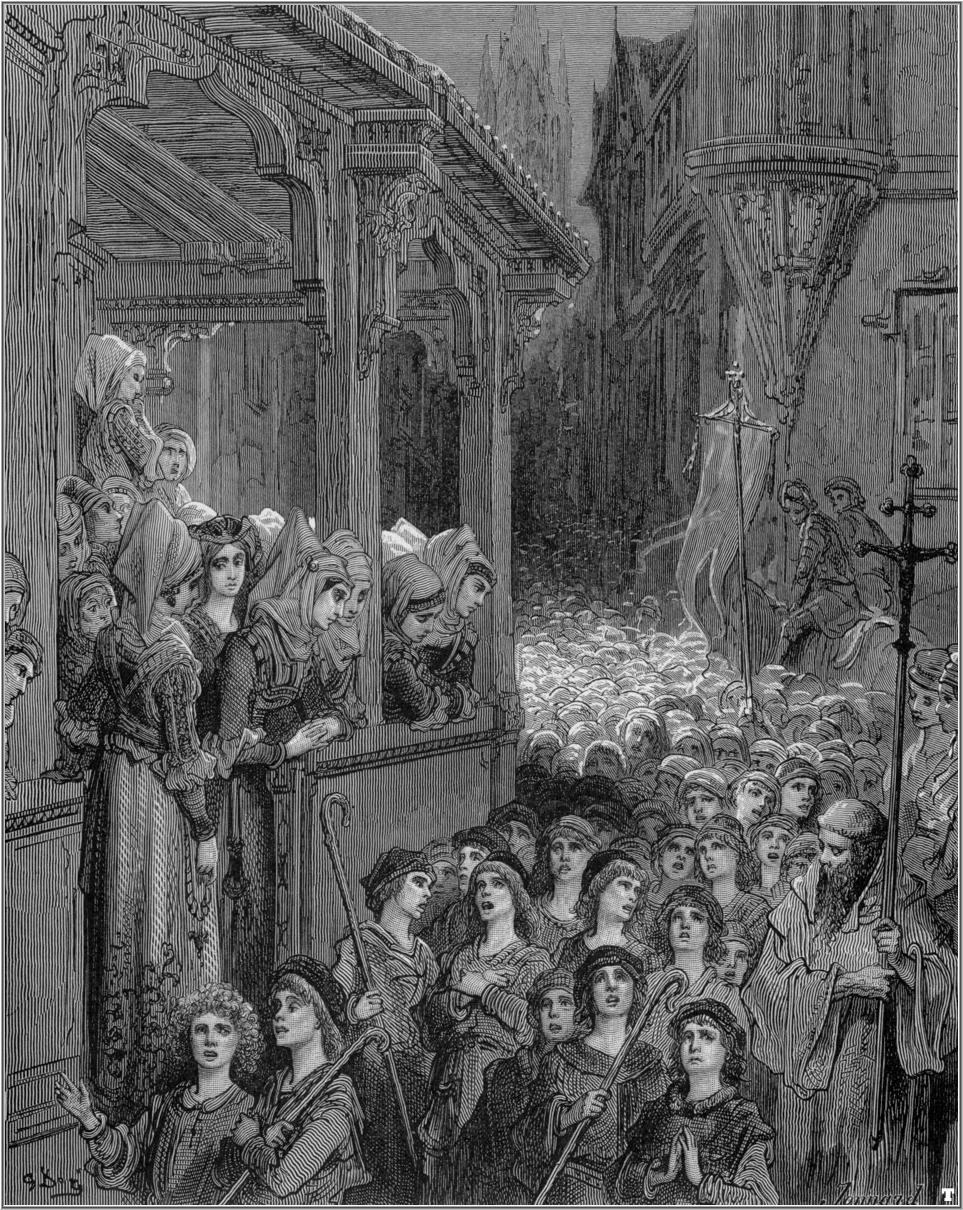
Gustave Doré: Gyermekek keresztes hadjárata

Gyermekek keresztes hadjárata néven ismert az a középkori krónikákban szereplő 1212-es eseménysorozat, amelynek során, a IV. és V. keresztes hadjárat között francia illetve német gyermekekből álló sereg indult el a Szentföld felszabadítására. A hadjárat teljes kudarccal végződött, a gyermekek nem jutottak el a célig, de nagy részük otthonába sem tért vissza.
Egy 1977-ben megjelent tanulmány kétségeit fejezte ki az események megtörténtével kapcsolatban. A kutatás mai álláspontja szerint valóban volt egy ilyen mozgalom 1212-ben Franciaországban és Németországban, de a résztvevők nem vagy nem elsősorban gyermekek voltak, hanem nyomorban élő fiatalok. Egyik legfontosabb érvük, hogy az eseményről szóló egyik legbővebb forrás, Albéric des Troisfontaines krónikája 1250-1252-ben, azaz negyven évvel a feltételezett események után íródott, ugyanakkor – noha a harmincezer főnyi gyermeksereg vonulása nem maradhatott észrevétlenül – a többi Loire-tól délre élő krónikás nem tesz említést a gyermekkeresztesekről.

## Előzményei
A negyedik keresztes hadjárat kudarca után III. Ince pápa új hadjáratot készített elő, de energiáját részben lekötötték a dél-franciaországi albigensek, illetve a Kasztíliát 1211-ben ért mór támadás. A pápa ugyan 1212-ben La Navas de Tolosa mellett győzelmet aratott a mórok felett, de ekkorra a keresztes eszme vesztett népszerűségéből a lovagok körében.

## Hagyományos története

### Franciaország
1212 májusában II. Fülöp Ágost francia király udvarában megjelent egy István nevű pásztorfiú, aki állítása szerint Krisztustól hozott levelet a királynak. A fiú azt állította, hogy Krisztus megparancsolta neki, hogy keresztes hadjáratot hirdessen. A király hazaküldte a fiút, aki azonban prédikálni kezdett a Saint-Denis-székesegyház kapujában és bejelentette, hogy egy csapat gyermek élén a Szentföldre indul, a kereszténység megmentésére. A prédikációjának nagy sikere volt, így István körbejárta Franciaországot, hogy gyermekeket toborozzon.

Június végén hatalmas gyermeksereg gyűlt össze Vendôme-ban, a kortársak szerint harmincezren lehettek a társadalom minden rétegéből. A mozgalommal rokonszenvező papok megáldották a sereget, a gyermekek ezt követően a gyűjtőtáborba, Marseille-be indultak. Már útközben sokan meghaltak, mások megszöktek és megpróbáltak hazajutni. Marseille-ben két kereskedő ingyenesen hajókat bocsátott a rendelkezésükre, így a sereg elindult a hajókkal. Több évig nem érkezett hír róluk, majd 1230 körül egy pap azt állította, hogy a gyermekekkel volt, amikor két hajó hajótörést szenvedett Szardínia délnyugati partjainál, a többi ötöt pedig a szaracénok fogták el és rabszolgának adták el őket, a két marseille-i kereskedő terve szerint. Egy későbbi történet szerint a két kereskedőt utóbb felakasztották, mert II. Frigyes német-római császár elrablására tettek kísérletet.

### Németország
Néhány héttel a franciaországi események kezdete után Kölnben egy Miklós nevű falusi gyermek kezdett el prédikálni. Ő nem harccal akarta visszaszerezni a Szentföldet, hanem az ott élők megtérítésével. A Rajna vidékéről néhány hét alatt összegyűjtött sereg két útvonalon indult el: húszezren Miklós vezetésével Bázel - Genf - Mont Cenis-hágó útvonalon haladtak Genova felé, a másik csapat Svájc középső részén át vándorolt, átkelt a Szent Gotthárd-hágón és Anconánál érte el a tengert.
A Genovába érkezettek egy része a városban maradt, ahol a családok befogadták őket, mások továbbmentek Pisa felé, ahol két Palesztinába tartó hajó felvette őket. További sorsuk nem ismert. Maga Miklós néhány követőjével Rómába ért, ahol Ince pápa fogadta őket, de azt tanácsolta, hogy térjenek vissza hazájukba. Következő év tavaszán néhányan tényleg visszaérkeztek a Rajna-vidékre, Miklós nem volt köztük. A szerencsétlenül járt gyermekek szüleinek követelésére Miklós apját felakasztották, mondván, hogy ő felelős fia tetteiért. Az anconai csapat szintén kettévált: néhányan behajóztak Palesztina felé, mások hazaindultak. Ebből a csapatból szintén kevesen értek haza.

## A művészetben
A tragikus esemény közvetve vagy közvetlenül gyakran megjelent a művészetben. Néhány példa a teljesség igénye nélkül: Kurt Vonnegut Az ötös számú vágóhíd című regényének az alcíme a gyermekek keresztes hadjárata. Lucian Blaga színművet írt A gyermekek keresztes hadjárata címmel, amely a két világháború között magyar nyelven is sikert aratott a kolozsvári magyar színház előadásában. Tolcsvay László és Müller Péter dalt írtak A gyermekek keresztes hadjárata (Jeruzsálem messze van…) címmel. Szintén ez a hadjárat ihlette Jiří Šotola Tizennyolc Jeruzsálem című regényét, melynek hősei, tizennyolc flandriai vallon gyermek Jeruzsálem felszabadítására indul. 2008-ban Romániában az év könyvének a kolozsvári Florina Ilis Cruciada copiilor (A gyermekek keresztes hadjárata) című regényét választották.

## Lásd még
- Keresztes háborúk

## Külső hivatkozások
- Chronica Regiae Coloniensis - kortárs krónika angol fordításban Archiválva 2011. október 7-i dátummal a Wayback Machine-ben
- historyhouse.com
- Crusades Encyclopedia. Bibliography- Children's Crusade